# Parnassius szechenyii
Espèce
Parnassius szechenyii est une espèce de lépidoptère de la famille des Papilionidae, de la sous-famille des Parnassiinae et du genre Parnassius.

## Systématique
L'espèce Parnassius szechenyii a été décrite en 1886 par l'entomologiste hongrois Imre Frivaldszky (1799-1870).

## Liste des sous-espèces
Les données varient selon les sources. 
Selon funet :
- Parnassius szechenyii arnoldianus (Bang-Haas)
- Parnassius szechenyii evacaki Schulte
- Parnassius szechenyii frivaldszkyi Bang-Haas
- Parnassius szechenyii germinae Austaut
- Parnassius szechenyii lethe Bryk & Eisner.

Sous-espèces incertaines :
- Parnassius szechenyii incugnitus
- Parnassius szechenyii kansuensis Bryk & Eisner
- Parnassius szechenyii kassaroi[1].

Mais suivant d'autres sources elles ne seraient que trois:
- Parnassius szechenyii szechenyii
- Parnassius szechenyii etsujii Morita, 1997
- Parnassius szechenyii evacaki Schulte

## Description
Parnassius szechenyii est un papillon au corps couvert de poils gris argenté, aux ailes blanches, suffusées de gris dans leur partie basale et le long du bord interne des ailes postérieures. Les ailes antérieures sont marquées de noir près du bord costal, ornées d'une bade marginale grise  et d'une ligne submarginale de petits ocelles. Les ailes postérieures sont ornées d'une ligne submarginale d'ocelles noirs pupillés de bleu  et de deux taches rouges cernées de noir.

## Écologie et distribution
Parnassius szechenyii se rencontre au Tibet et dans l'Ouest de la Chine.

### Biotope
Parnassius szechenyii réside en haute montagne.